# كأس الغارفي 2007
كأس الغارفي 2007 هو الموسم 14 من كأس الغارفي. أقيم خلال الفترة 7 مارس 2007 وحتى 14 مارس 2007، وكان عدد الأندية المشاركة فيه 12، وفاز فيه منتخب الولايات المتحدة لكرة القدم للسيدات.